# 786

## Esdeveniments
- 17 de maig, Medina, Aràbia: Els alides es revolten contra el califa abbàssida.
- 11 de juny, Fakhkh, Aràbia: Es lliura una batalla en la qual els abbàssides derroten els alides.
- 14 de setembre, Bagdad: Harun ar-Raixid és nomenat califa abbàssida després de la sobtada mort del seu germà Al-Hadi.
- Ducat de Baviera: El Ducat és conquerit pels carolingis i integrat a l'Imperi.
- Constantinoble: L'emperadriu Irene d'Atenes convoca un concili amb la intenció d'acabar amb la iconoclàstia però no es pot arribar a celebrar a causa de les protestes que genera.
- Santander, Regne d'Astúries: Al monestir de San Martín de Liébana, l'abat Beat redacta la versió definitiva del seu Comentari a l'Apocalipsi.
- Califat de Bagdad: Fixació definitiva de l'escriptura àrab.

## Necrològiques
- 14 de setembre – Bagdad: Al-Hadi, quart califa abbàssida. Presumptament enverinat.
- 11 de juny – Fakhkh (Aràbia): Sahib Fakkh, líder alida. En batalla contra els abbàssides.
- 7 de juliol – Eichstätt (Baviera): Sant Willibald, bisbe.
- Aràbia: Ibn Harma, poeta àrab.